# 阿姆斯特朗冰川
71°31′S 67°30′W / 71.517°S 67.500°W
阿姆斯特朗冰川是南極洲的冰川，位於帕爾默地，流經巴格肖山，最終注入喬治六世海峽，以斯托寧頓島的英國測量員命名。